# John Smith (minister)
John Smith (ur. 13 września 1938 w Ardrishaig, zm. 12 maja 1994 w Londynie) – brytyjski polityk, lider Partii Pracy, minister w rządzie Jamesa Callaghana.

## Życiorys
Był synem dyrektora szkoły. Wykształcenie odebrał w Dunoon Grammar School, następnie studiował historię (1957–1960) i prawo (1960–1963) na uniwersytecie w Glasgow. Do Partii Pracy wstąpił w 1956. W 1964 został członkiem Rady Adwokackiej. W 1961 podjął pierwszą próbę dostania się do Izby Gmin, ale przegrał wybory uzupełniające w okręgu East Fife. W 1964 bez powodzenia startował w tym okręgu w wyborach powszechnych. Do Izby Gmin dostał się dopiero w 1970 jako reprezentant okręgu North Lanarkshire.
Po powrocie laburzystów do władzy w 1974 zaoferowano mu stanowisko Radcy Generalnego Szkocji, ale Smith odmówił przyjęcia tego stanowiska. Ostatecznie objął stanowisko podsekretarza stanu w ministerstwie energii. Rok później awansował na stanowisko ministra stanu w tym samym ministerstwie. W 1976 po tym, jak James Callaghan został premierem, Smithowi powierzono funkcję ministra stanu w Urzędzie Tajnej Rady, którego zadaniem jest zapewnianie logistycznego i merytorycznego wsparcia rządowi. Jego owocna i wytężona praca poskutkowała awansem w 1978 na stanowisko ministra handlu w gabinecie Callaghana. Swoje obowiązki John Smith wykonywał do czasu wyborów w 1979. Pozostawał w tym czasie najmłodszym członkiem gabinetu.
Następnie przez szereg lat był kolejno ministrem energii, zatrudnienia oraz handlu i przemysłu w kolejnych gabinetach cieni rodzimej partii. Od 1983 reprezentował okręg wyborczy Monklands East. Smith był bardzo znanym i poważanym deputowanym, o czym świadczy przyznanie mu lauru Parlamentarzysty Roku (dwukrotnie w latach 1986 i 1989). W 1987 został opozycyjnym Kanclerzem Skarbu. W 1988 przeżył atak serca, ale na trzy miesiące musiał zrezygnował z działalności w parlamencie. Aby uniknąć dalszych problemów Smith zmienił dietę i zaczął prowadzić zdrowy tryb życia, rzucił również palenie.
W latach 1992–1994 był przywódcą Partii Pracy. Zastąpił na tym stanowisku Neila Kinnocka. W połowie lat 90. był faworytem opinii publicznej do zajęcia fotela premiera jednak jego nieoczekiwana śmierć uniemożliwiła to. 12 maja 1994 w godzinach porannych doznał drugiego ataku serca. Został przewieziony do szpitala i tam zmarł nie odzyskawszy świadomości. Bezpośrednim następcą Smitha na stanowisku szefa Partii Pracy została Margaret Beckett.
Na uroczystej kolacji Partii Pracy 11 maja 1994 wypowiedział słynne słowa: Możliwość służenia naszemu krajowi – to wszystko, o co prosimy.
Po swojej śmierci Smith stał się ikoną lewego skrzydła Partii Pracy, głównie z tej przyczyny, iż jego następca, Tony Blair, odszedł nieco od lewicowych ideałów w stronę centrum, czym zraził do siebie część tradycjonalistycznych laburzystów.
Imieniem Johna Smitha nazwano główną siedzibę Partii Pracy.
John Smith poślubił Elizabeth Bennett w lipcu 1967. Mieli trzy córki. Elizabeth Smith w 1995 otrzymała tytuł baronowej Smith of Gilmorehill.